# Pedro Aicart Yniesta
Pedro Aicart Yniesta (Chulumani, Bolívia, 21 de febrer del 1952 - Trujillo, Perú, 28 de juliol del 2013) fou un futbolista peruà, nascut a Bolívia. Va jugar a la posició de davanter als equips espanyols del FC Barcelona, Hèrcules CF i Màlaga CF.

## Trajectòria futbolística
Els pares de Pedro Aicart van ser catalans exiliats per la Guerra Civil Espanyola que van fixar la seva residència a l'exili al Perú, lloc on es va criar el futbolista.
Es va iniciar jugant al Universitario de Deportes, fins que el novembre de 1973 es va incorporar al Futbol Club Barcelona. En el mercat d'hivern de la temporada 1973-1974 va marxar cedit a l'Hèrcules CF, on Willy Andreu i Aicart es van convertir en els autors de sengles gols a l'Osasuna a El Sadar (1-2) que van resultar històrics per a l'equip alacantí que va poder ascendir a Primera divisió. Posteriorment va tenir unes bones temporades amb el Club Deportivo Málaga i va tornar al Perú per acabar la seva carrera primer al Juan Aurich i finalment a l'Universitario de Deportes.